# Pristimantis viridicans
Pristimantis viridicans es una especie de anfibio anuro de la familia Craugastoridae.

## Distribución
Esta especie es endémica de la vertiente occidental de la Cordillera Occidental en Colombia. Habita en los departamentos de Valle del Cauca y Cauca entre los 1700 y 2680 m de altitud.

## Descripción
Los machos miden hasta los 43.9 mm y las hembras hasta los 57.3 mm.

## Publicación original
- Lynch, 1977 : A new species of Eleutherodactylus from the Cordillera Occidental of Colombia (Amphibia : Anura : Leptodactylidae). Occasional Papers of the Museum of Zoology University of Michigan, n.º 678, p. 1-6[5]